# 莱昂纳多·博努奇
莱昂纳多·博努奇，OMRI（義大利語：Leonardo Bonucci，1987年5月1日—），出生于意大利维泰博，是一名意大利退役足球运动员，司职中后卫，曾擔任意大利國家足球隊隊長，現任意大利國家足球隊技術助理、義大利20歲以下國家足球隊助理教練。
博努奇是強調鐵壁防守的義大利後衛中少數具有優秀傳控能力、能自主帶球協助隊伍進攻的珍稀球員，也是极为少数的球员效力过意甲三强（尤文图斯，AC米兰和国际米兰）的義大利球員。

## 俱乐部生涯

### 国际米兰
博努奇的职业足球生涯开始于维泰博青年队，但于2005年夏季被球队租借到国际米兰，并在国米一线队的季前热身赛中出场。之后他加入了国米青年队。博努奇首次在意甲联赛中登场是在2005-06赛季末段，第38轮与卡利亚里的比赛中。赛季结束后，国际米兰收购了博努奇的全部所有权。
2006年11月9日，博努奇在国际米兰与梅西纳的意大利杯比赛进行到第86分钟时，替换上场，这是他首次出战意大利杯赛。此外他还在这一赛季的杯赛中出战三场，分别是四分之一决赛次回合对阵恩波利时，下半场替换；以及半决赛两回合对阵桑普多利亚时（次回合首发出场）。
2007年1月，国际米兰俱乐部将博努奇和另一位青年队小将丹尼尔·马·布姆松的一半所有权出售给意乙的特雷维索俱乐部。。在06-07赛季余下的时间里，博努奇一直得不到为一线队出场的机会。不过在此期间，他仍然随国米青年队赢得了意大利19岁以下青年队联赛的冠军。

### 特雷维索和比萨
2007年7月1日，博努奇和马·布姆松正式成为特雷维索的一员。作为六月份买入的补偿，国际米兰将费德里克·皮奥瓦卡利的一半所有权卖给特雷维索，使当季效力后者的国米球员达到3人。博努奇在意乙赛场为特雷维索出场27次，其中20次首发，成为了球队的主力。2008年6月，国际米兰购回了他的所有权，但仍将他留在意乙。在2009年初前往比萨效力之前，博努奇又身披特雷维索球衣出场了13次。

### 巴里
2009年6月8日，博努奇前往热那亚接受体检。7月1日，国际米兰正式宣布将博努奇、阿夸弗雷斯卡、博尔佐尼和里卡多·梅乔里尼等四人打包出售给热那亚，用于抵付和的转会费。与此同时，国米和切沃共有的伊万·法蒂奇的共有权也被出售给热那亚。但热那亚旋即出让其一半所有权给升班马巴里，一同前往巴里的还有拉诺基亚等4人。
在巴里教练詹皮耶罗·文图拉的指导下，博努奇迅速成长为球队的主力中卫，并且开始展现出精准的防守卡位意识和强悍的抢断功夫。他和拉诺基亚组成的中卫搭档成为了巴里队大门前的重要屏障，使球队在2009-10赛季的上半程成为意甲失球最少的球队。但在下半赛季拉诺奇亚因伤缺席所有比赛之后，博努奇独木难支，巴里的防线开始出现漏洞。

### 尤文图斯
在意大利国家队被淘汰出2010年南非世界杯当天，巴里斥资800万欧元买断了博努奇的全部所有权。与此同时，巴里、热那亚和尤文图斯之间进行了另外两桩球员交易。之后博努奇于6月28日飞抵都灵接受体检，繁杂的三方交易则在7月1日正式完成。尤文图斯耗资1550万欧元收购了博努奇，并与他签署了一份为期5年的合同。

2011年至2012年球季，博努奇協助祖雲達斯以全季不敗戰績，奪取意大利足球甲級聯賽冠軍。然而因为涉及赌球，在2012年8月3日的初审中，博努奇被判禁赛3年半，这可能会影响到他原本大有希望的前程。2012年8月10日，法庭作出澄清，尤文图斯后卫博努奇和边锋西蒙尼·佩佩沒有參與這次“打假波”事件，法庭對這二人免於處罰。 2016年12月，博努奇与尤文图斯续约至2021年。2017年2月17日，博努奇在尤文图斯主场对阵巴勒莫的意甲联赛中与主教练阿莱格里发生争吵，在随后对阵波尔图的欧冠联赛中被罚坐在看台上观战。2017年6月3日，博努奇在尤文图斯对阵皇家马德里的欧冠联赛决赛中场休息时批评了迪巴拉的表现，并建议阿莱格里用夸德拉多换下巴尔扎利，以对抗皇马在马塞洛一侧的进攻，但未获接受。

### AC米兰
2017年7月12日，意大利SportMediaset爆出消息，称博努奇有可能转会AC米兰，起初这则报道收到广泛质疑，有人甚至认为是恶作剧。但此后的48小时，这项交易进展神速。14日晚间AC米兰官方宣布博努奇以4200万欧元转会费加盟。

### 重回尤文图斯
2018年8月2日，AC米兰与尤文图斯完成了冈萨洛·伊瓜因、马蒂亚·卡尔达拉与博努奇的三人交易。伊瓜因和卡尔达拉从尤文图斯加盟AC米兰，而博努奇则重回尤文图斯。尤文图斯官方表示，博努奇的转会费为3500万欧元，分两期支付，双方签约至2023年。2019年11月，他與俱樂部簽訂了新合約，有效期至2024年。
2021年10月30日，博努奇在對陣維羅納的比賽中達成重返尤文圖斯後的第100場義甲出場。
2021年11月20日，博努奇攻入職業生涯首個梅開二度，兩次點球2-0勝拉齊奧。
2022年5月1日，博努奇在生日對陣威尼斯的比賽中大放異彩，梅開二度攻入兩球，幫助球隊2-1獲勝，並讓下賽季的歐洲冠軍聯賽席位更穩固。
2023年5月11日，博努奇在對陣塞維亞的比賽中達成代表斑馬軍團出場第500次，是第六位加入500場俱樂部的成員。

### 柏林聯
2023年9月1日，博努奇被排除在尤文圖斯一線隊名單之外後，加盟德甲球會柏林聯。9月12日，據報道，博努奇將起訴他的前東家尤文圖斯，要求賠償損失，原因是在季前賽中沒有提供足夠的訓練條件，影響了球員的形象，所有賠償收益將捐給慈善機構。
2023年10月7日，博努奇在對陣多特蒙德的比賽中踢進在德甲的首球。

### 費內巴切
2024年1月11日，土耳其足球超级联赛球隊費內巴切正式宣布簽下博努奇直至2023-24賽季結束。
博努奇於2024年1月14日首次代表俱樂部出賽，在對上加斯安塔足球會的比賽，他在第37分鐘換下受傷的塞爾達爾·阿齊茲。
2024年5月25日，費內巴切宣布博努奇將從職業足球退役。第二天，博努奇踢了他的最後一場職業比賽，在聯賽主場6-0戰勝伊斯坦布爾體育的比賽中替補出場，並向場上球迷告別。

## 国家队生涯
博努奇在入选成年队之前是意大利20岁以下国家队(U-20)的球员，并于2007-2009年间在各项友谊赛中出场6次。他在2009-10赛季凭借个人出色的发挥赢得了意大利国家队主教练里皮的青睐，成功入选成年国家队。2010年2月，博努奇在与喀麦隆的友谊赛中首次亮相并打满全场，在比赛中他和、组成三后卫。他也随队参加了2010年南非世界杯，并在2010年6月3日与墨西哥队的比赛中打进自己的国家队处子球。但是不久之后意大利队在小组赛即遭淘汰，博努奇也未能出场比赛。
2021年3月25日，博努奇在2022年世界盃外圍賽對陣北愛爾蘭的比賽達成第100次國家隊亮相。
博努奇參加了2020年歐洲國家盃。7月6日，他在對陣西班牙的準決賽點球大戰踢進一球，最終1-1（4-2互射十二碼）戰勝西班牙，幫助球隊晉級決賽。
2021年7月11日，博努奇在對陣英格蘭的決賽中打平比分，點球大戰也踢進一球，最終1-1（3-2互射十二碼）戰勝英格蘭，幫助球隊贏得2020年歐洲國家盃，他是歐洲國家盃最年長的進球球員，也獲得本場最佳球員。7月13日，博努奇當選2020年歐洲國家盃最佳陣容。
2022年9月23日，好友乔治·基耶利尼國家隊退休後，博努奇接任隊長，幫助義大利在2022–23年歐洲國家聯賽A中以1-0擊敗英格蘭。

## 國家隊進球
最後更新：2021年7月11日
| #  | 日期          | 比賽場地                              | 對手     | 比分 | 賽果                  | 賽事                     |
| -- | ------------- | ------------------------------------- | -------- | ---- | --------------------- | ------------------------ |
| 1. | 2010年6月3日  | 博杜安國王體育場, 布魯塞爾, 比利時    | 墨西哥   | 1–2  | 1–2                   | 友誼賽                   |
| 2. | 2010年9月3日  | 阿勒柯克競技場, 塔林, 愛沙尼亞        | 爱沙尼亚 | 2–1  | 2–1                   | 2012年歐洲國家盃外圍賽   |
| 3. | 2014年9月9日  | 烏勒瓦爾球場, 奧斯陸, 挪威            | 挪威     | 2–0  | 2–0                   | 2016年歐洲國家盃外圍賽   |
| 4. | 2016年7月2日  | 新波爾多體育場, 波爾多, 法國          | 德国     | 1–1  | 1–1 （加时） （5–6 ） | 2016年歐洲國家盃         |
| 5. | 2017年3月28日 | 約翰·克魯伊夫競技場, 阿姆斯特丹, 荷蘭 | 荷蘭     | 2–1  | 2–1                   | 友誼賽                   |
| 6. | 2018年6月1日  | 安聯里維耶拉球場, 尼斯, 法國          | 法國     | 1–2  | 1–3                   | 友誼賽                   |
| 7. | 2019年6月8日  | 奧林匹克體育場, 雅典, 希臘            | 希腊     | 3–0  | 3–0                   | 2020年歐洲國家盃外圍賽   |
| 8. | 2021年7月11日 | 溫布利球場,倫敦, 英格蘭               | 英格兰   | 1–1  | 1–1 （加时） （3–2 ） | 2020年欧洲足球锦标赛决赛 |

## 其他

### 爭議
2019年4月3日的義大利甲級聯賽，尤文圖斯與卡利亞里的客場比賽中，尤文圖斯19歲前鋒莫伊塞·基恩在進球後張開雙臂慶祝，被主場卡利亞里球迷認為是挑釁，而引發主場球迷對基恩的種族歧視言行。賽後擔任該場尤文圖斯隊長的博努奇，卻向媒體表示，「我認為責任是雙方各50%，莫伊斯不應該挑釁主場球迷而球迷也不應做出這些反應。」(I think the blame is 50-50, because Moise shouldn't have done that and the Curva should not have reacted that way.)
此言掀起極大的風波，因為英格蘭國家足球隊3月才在蒙特內哥羅國家隊主場受到嚴重的種族歧視。對此曼城球員斯特林與里昂球員德佩隨即在個人社群平台上表達對博努奇言論的不滿，效力馬賽、同時長期和博努奇在國家隊合作的義大利前鋒巴洛特利更表示，「告訴博努奇他很幸運我沒在現場。」(And tell Bonucci that he’s lucky I wasn’t there.)，並強調類似的慶祝方式在足球界極為常見。
引起風波後，博努奇不斷表示自己的言論受到誤解，也對誤解他的人感到抱歉，但強調自己是100%的反種族主義。

### 金球獎
2021年11月，博努奇入圍2021年金球獎。

## 荣誉
国际米兰
- 義甲冠軍：2005–06
- 青年队联赛冠軍：2007
- 青年队杯冠軍：2006[38]

祖雲達斯
- 義甲冠軍：2011–12, 2012–13, 2013–14, 2014–15, 2015–16, 2016–17, 2018–19, 2019–20
- 義大利盃冠軍：2014–15, 2015–16, 2016–17, 2020–21
- 義大利超級盃冠軍：2012，2013，2015，2018，2020

 義大利
- 歐洲國家盃冠軍：2020[31]，亞軍：2012
- 洲際國家盃季軍：2013
- 歐洲國家聯賽季軍：2020–21，2022–23

### 個人
- 意甲年度足球先生：2015–16
- 歐洲國家盃最佳陣容：2020[32]

### 勳章
- 5級／騎士－義大利共和國功績勳章：2021[39]